# Gute Zeiten, schlechte Zeiten
Gute Zeiten, schlechte Zeiten, fortkortad GZSZ, är en tysk såpopera i TV, som visas fem dagar i veckan i kanalen RTL. Serien utspelar sig främst i tyska staden Berlin. Serien började spelas den 11 maj 1992.
Originalhandlingen var baserade på australiska serien The Restless Years och den nederländska serien Goede tijden, slechte tijden, men sedan utvecklades en fristående handling.